# Рајт (Минесота)
Рајт (енгл. Wright) град је у америчкој савезној држави Минесота.

## Демографија
По попису из 2010. године број становника је 127, што је 34 (36,6%) становника више него 2000. године.
| Група             | 2000.      | 2010.       |
| Белци             | 92 (98,9%) | 124 (97,6%) |
| Афроамериканци    | 0 (0,0%)   | 0 (0,0%)    |
| Азијати           | 0 (0,0%)   | 1 (0,8%)    |
| Хиспаноамериканци | 0 (0,0%)   | 0 (0,0%)    |
| Укупно            | 93         | 127         |